# Capillas de los Médici

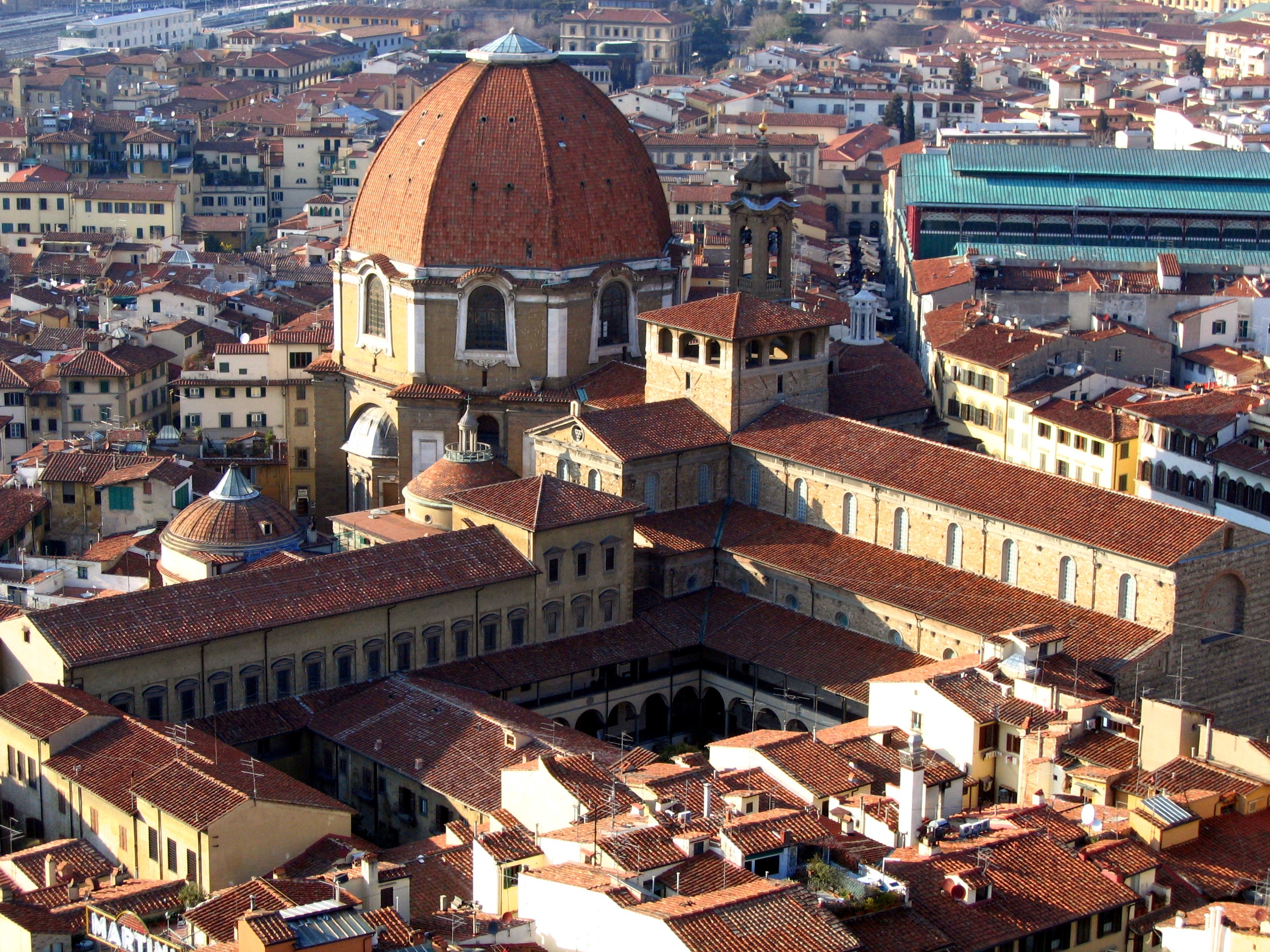
La cúpula de la Cappella dei Principi domina el conjunto arquitectónico de San Lorenzo

Las capillas de los Médici o capillas mediceas (en italiano: Cappelle medicee) son dos capillas construidas en los siglos XVI y XVII como ampliación de la basílica de San Lorenzo, una iglesia del siglo XV proyectada por Filippo Brunelleschi en Florencia, Italia. Su propósito era celebrar a la familia Médici, patronos de la iglesia y Grandes Duques de Toscana.
La primera edificada fue la Sacristía Nueva (Sagrestia Nuova), diseñada por Miguel Ángel, y la segunda, la capilla de los Príncipes (Cappella dei Principi), más grande, que aunque se propuso en el siglo XVI, no se comenzó hasta principios del siglo XVII, siendo su diseño una colaboración entre la familia y los arquitectos.
No hay que confundirlas con la capilla de los Reyes Magos del palacio Medici Riccardi, entonces la principal casa de los Médici. Esta alberga un famoso ciclo de frescos de Benozzo Gozzoli, pintados hacia 1459.

## LaSagrestia Nuova
La "Sagrestia Nuova" (Sacristía Nueva) fue concebida por el cardenal Giulio de' Medici y su primo, el papa León X, como mausoleo o capilla mortuoria para los miembros de la familia Medici. Es el contrapunto de la Sagrestia Vecchia de Brunelleschi, la "Sacristía Vieja" situada entre el transepto izquierdo de San Lorenzo, con la que compite conscientemente, y comparte su formato de espacio cúbico coronado por una cúpula, de pietra serena gris y paredes encaladas. Fue el primer ensayo de arquitectura (1519-1524) de Miguel Ángel, que también diseñó sus monumentos dedicados a algunos miembros de la familia Médici, con figuras escultóricas de los cuatro momentos del día que estaban destinadas a influir en las figuras escultóricas recostadas en los arquitrabes durante muchas generaciones. A la Sagrestia Nuova se accedía por una discreta entrada en un rincón del transepto derecho de San Lorenzo, hoy cerrado.
Aunque se abovedó en 1524, los ambiciosos proyectos de su escultura y el devenir de los acontecimientos, como el exilio temporal de los Médici (1527), la muerte del papa Clemente VII y la partida definitiva de Miguel Ángel a Roma en 1534, hicieron que el escultor nunca terminara el conjunto escultórico. Aunque la mayoría de las estatuas ya habían sido esculpidas en el momento de la partida de Miguel Ángel, no se habían colocado en su sitio, quedando desordenadas por toda la capilla, y siendo instaladas posteriormente por Niccolò Tribolo en 1545. Por orden de Cosme I, Giorgio Vasari y Bartolomeo Ammannati terminaron las obras en 1555.
Se pretendía que hubiera cuatro tumbas de los Medici, pero las de Lorenzo el Magnífico y su hermano Juliano (modestamente enterrados debajo del altar en el muro de entrada) nunca se comenzaron. El resultado es que las dos magníficas tumbas existentes son las de dos Médici relativamente insignificantes: Lorenzo de Pedro, duque de Urbino y Juliano de Lorenzo, duque de Nemours. Aunque sus componentes arquitectónicos son similares, sus esculturas ofrecen diferencias. En una pared inacabada, la Virgen y el Niño de Miguel Ángel flanqueados por los santos patronos de los Médici, Cosme y Damián, realizados por Giovanni Angelo Montorsoli y Raffaello da Montelupo respectivamente, según los modelos de Miguel Ángel, se encuentran sobre su sencilla tumba rectangular.
En un pasaje de la biografía de Miguel Ángel, publicada en 1553 por su discípulo Ascanio Condivi, y basada en gran medida en los propios recuerdos del propio Miguel Ángel, Condivi da la siguiente descripción: «Las estatuas son cuatro, colocadas en una sacristía... los sarcófagos están colocados delante de las paredes laterales, y en las tapas de cada uno de ellos hay dos grandes figuras, más grandes que el natural, a saber, un hombre y una mujer; significan el Día y la Noche y, en conjunto, el Tiempo que devora todas las cosas... Y para significar el Tiempo planeó hacer un ratón, habiendo dejado un trozo de mármol sobre la obra (que [el plan] no se llevó a cabo posteriormente porque se lo impidieron las circunstancias), porque este pequeño animal roe y consume incesantemente al igual que el tiempo lo devora todo». En 1976, se descubrió bajo la Sacristía Nueva un pasillo oculto con dibujos de Miguel Ángel en las paredes.

### Día

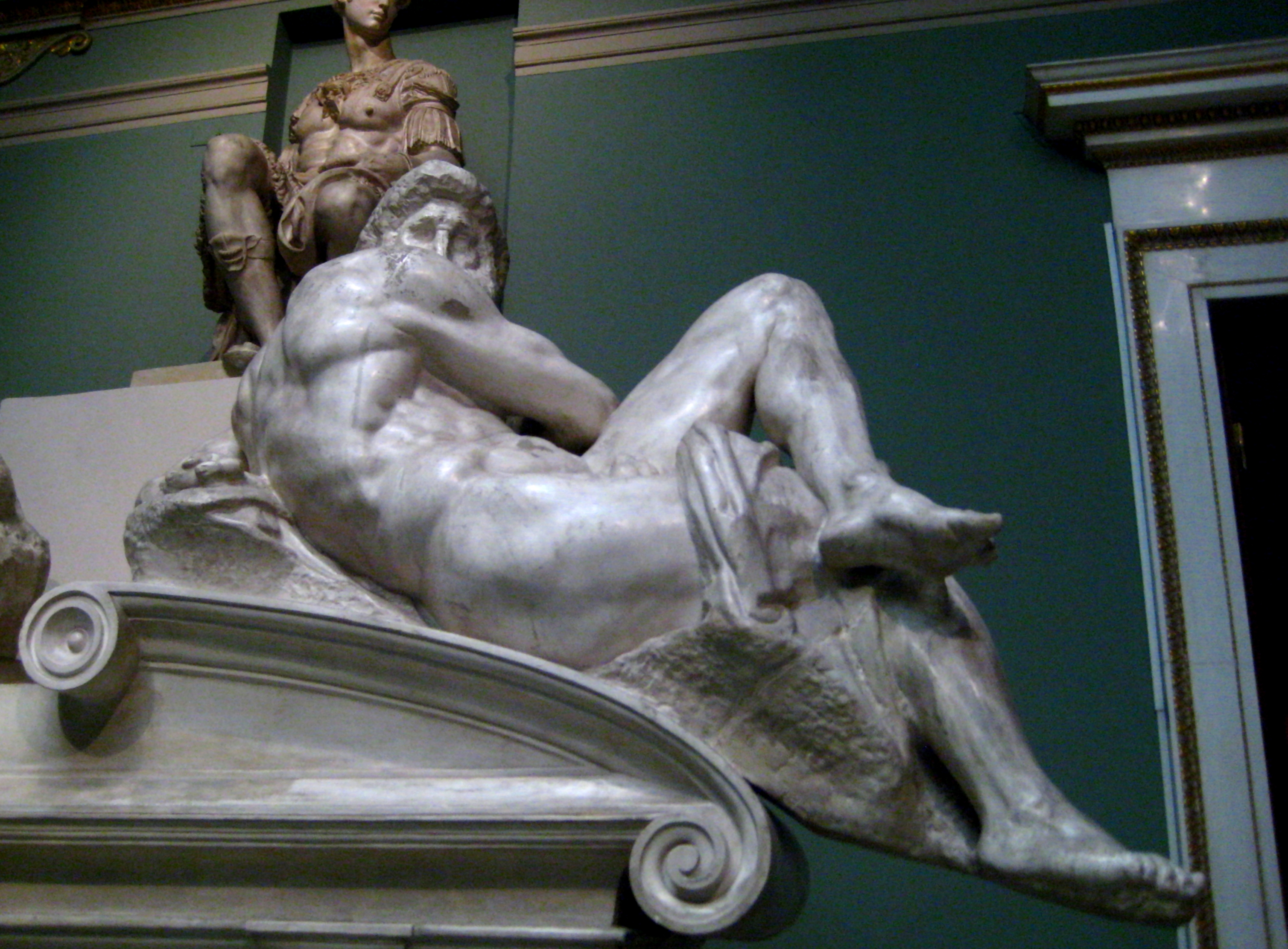
El Día

El Día es una escultura de mármol de Miguel Ángel, que data de 1526-1531. Está emparejada con la Noche sobre la tumba de Juliano de Médici en el interior de la capilla.

### Noche

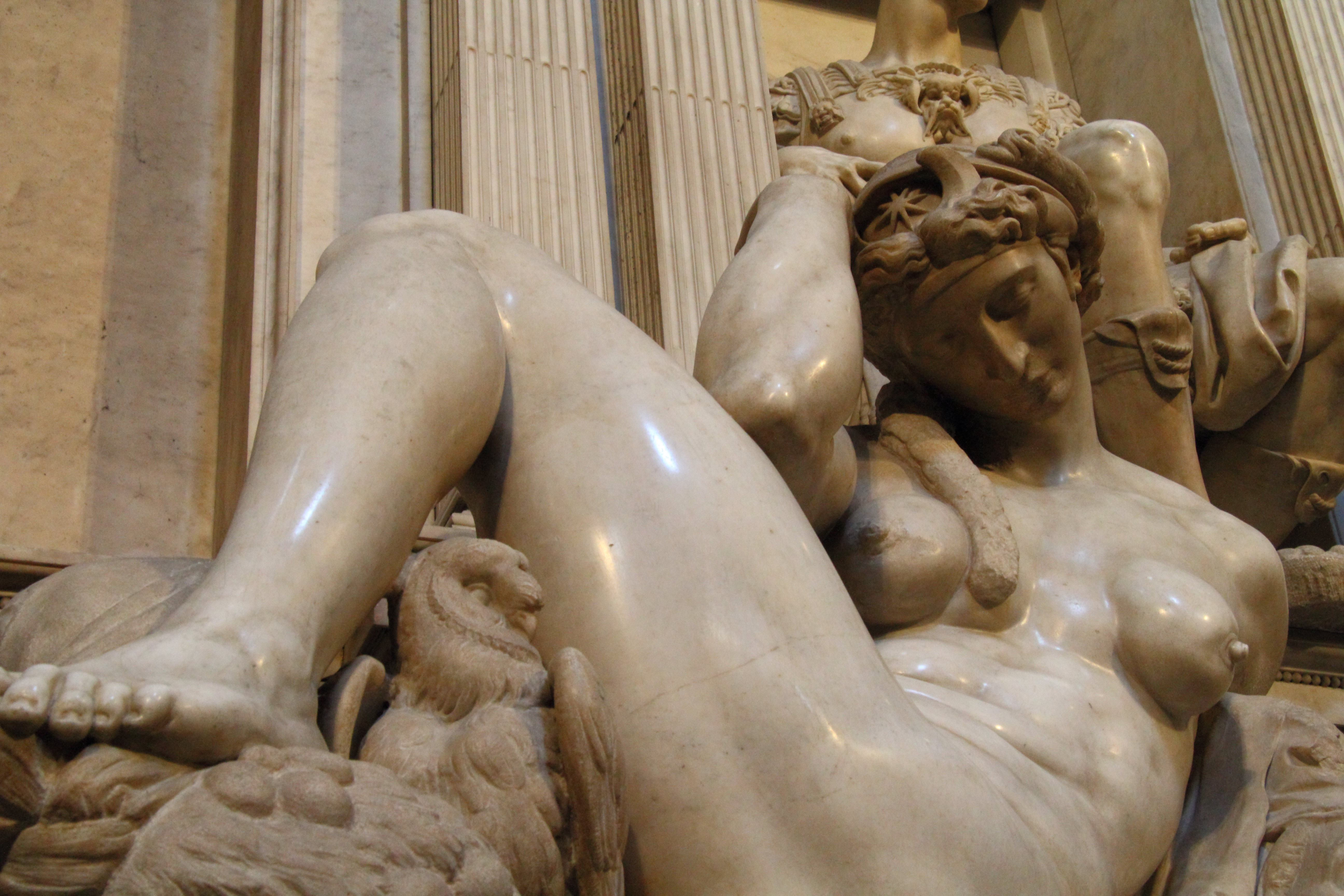
La Noche

La Noche es una escultura en mármol (155x150 cm, longitud máxima 194 cm en diagonal) de Miguel Ángel Buonarroti. Data de 1526-1531, y es parte de la decoración de la Sacristía Nueva. Forma parte de una alegoría de las cuatro partes del día. Está situada a la izquierda del sarcófago de la tumba de Juliano de Lorenzo de Médici, duque de Nemours.
Junto con su Amanecer, Miguel Ángel se basó en la antigua Ariadna Durmiente para la pose de su escultura.

#### Poesía asociada
En su poema «L'Idéal'» de Las flores del mal, el poeta romántico francés Charles Baudelaire hace referencia a la estatua:

Ou bien toi, grande Nuit, hija de Michel-Ange,
Qui tors paisiblement dans une pose étrange
¡Tes appas façonnés aux bouches des Titans
O tú, gran Noche, hija de Miguel Ángel,
Que tranquilamente contorsionas, reclinada en una extraña pose
¡Tus encantos moldeados por las bocas de los titanes!
Baudelaire (trad. Guillermo Aggeler)

En su Vida de Miguel Ángel, Giorgio Vasari cita un epigrama de Giovanni Strozzi, escrito, quizás en 1544, en elogio de la Noche de Miguel Ángel:

La Notte che tu vedi in sì dolci atti
dormire, fu da un Angelo scolpita
in questo sasso e, perché dorme, ha vita:
destala, se nol credi, e parleratti.
La Noche que ves en tan dulces actos sueño,
fue por un Ángel esculpido en esta piedra,
y, porque duerme, tiene vida:
despiértala, si no crees, y háblame.

Miguel Ángel respondió en 1545-1546 con otro epigrama, titulado "Risposta del Buonarroto" (respuesta de Buonarroto). Dando voz a la estatua, puede contener una crítica mordaz del gobierno de Cosme I de Médici, según Kenneth Gross:

Caro m'è 'l sonno, e più l'esser di sasso,
mentre che 'l danno e la vergogna dura;
non veder, non sentir m'è gran ventura;
però non mi destar, deh, parla basso.
Mi sueño me es querido, y más querido este ser de piedra,
mientras dure la agonía y la vergüenza.
No ver, no oír [o sentir] es para mí la mejor fortuna.
¡Así que no me despertéis! Habla en voz baja.

### Aurora

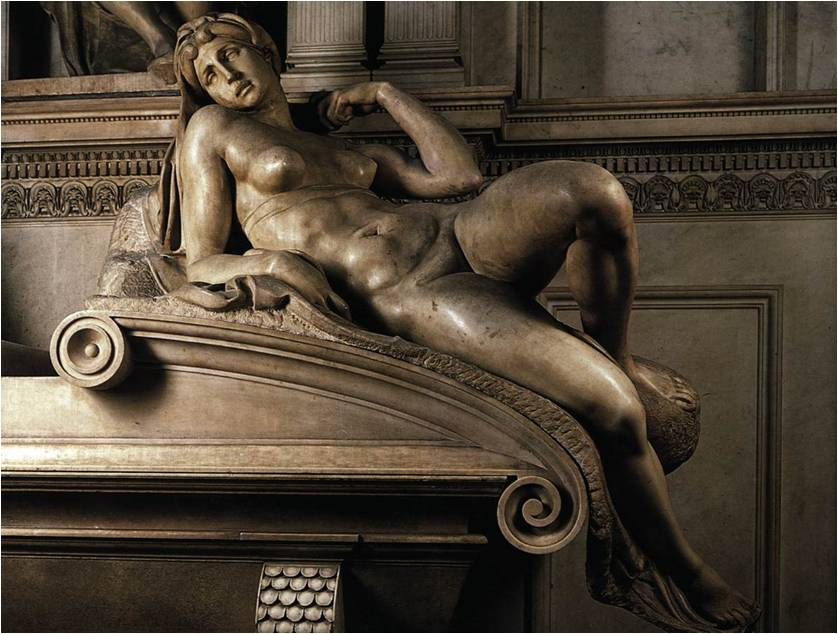
La Aurora

La Aurora es una escultura de Miguel Ángel, ejecutada para la capilla. Mide 6 pies 8 pulgadas (2,03 m) de largo. Junto con su Crepúsculo, Miguel Ángel se inspiró en la antigua Ariadna durmiente para la pose de su escultura. Esta obra, a su vez, influyó en la Diana de Fontainebleau de Benvenuto Cellini.

### Crepúsculo

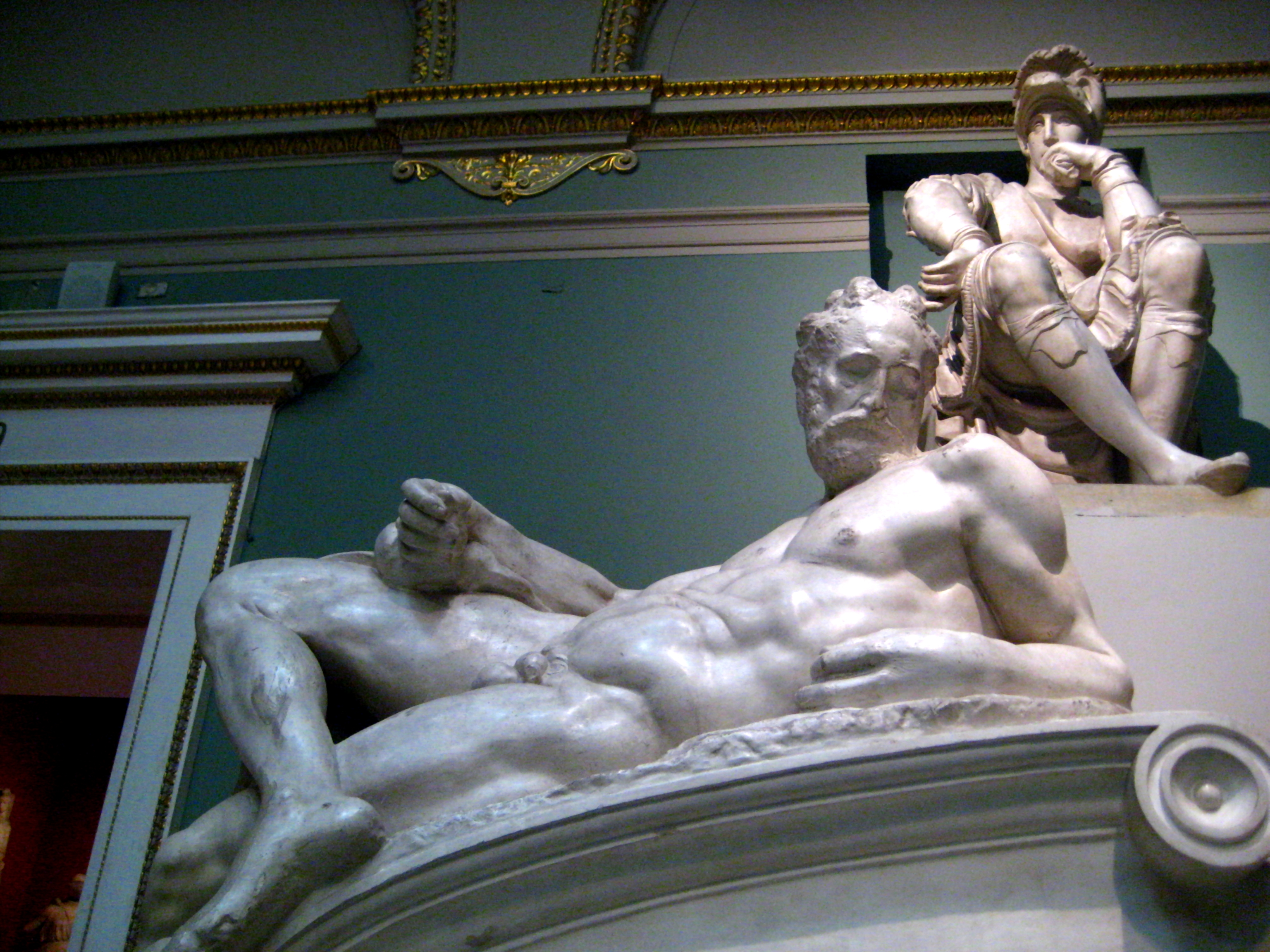
El Crepúsculo

El Crepúsculo es una escultura de mármol de Miguel Ángel, que data de 1524-1534. Está emparejada con la Aurora en la tumba de Lorenzo II de Médici.
La creación del Crepúsculo se inició simultáneamente con la reanudación de las obras de la Sacristía Nueva de Florencia, durante 1524, tras la elección de Clemente VII al trono papal. La fecha de finalización de la escultura sigue siendo desconocida, aunque se sabe que las obras se interrumpieron durante el Sitio de Florencia y se reanudaron en 1531. La obra quedó visiblemente inacabada en 1534, año en que Miguel Ángel abandonó definitivamente Florencia.
El anochecer o la puesta de sol está personificado como un hombre estirado y desnudo, como las otras estatuas de la serie. Es posible que Miguel Ángel se inspirase en los dioses de las montañas y de los ríos del Arco de Septimio Severo en Roma.
Si su pareja, la Aurora está en el acto de despertarse, el Crepúsculo se está quedando dormido. La estatua está tumbada con una pierna cruzada con la otra, para mayor dinamismo compositivo, un brazo apoyado en el muslo para retener una tela que cae. El otro brazo está doblado para sostener la figura. El rostro de la estatua está barbado, con una mirada pensativa, hacia abajo
Entre los diversos significados iconográficos propuestos, la estatua se considera un emblema del temperamento flemático o de los elementos de agua o tierra. El estudio de Miguel Ángel para el Crepúsculo es conocido por ejemplificar el estilo de sus llamativos dibujos inacabados.

### Galería de imágenes
|            |
| Crepúsculo |

|                                            |
| Estudio del Crepúsculo, obra de Tintoretto |

|                                     |
| Detalle de los pies de la escultura |

### La linterna
La linterna de la parte superior de la Sacristía Nueva es de mármol y tiene un "...inusual poliedro montado sobre el punto superior del techo cónico". El orbe que se encuentra en la parte superior de la linterna tiene setenta y dos facetas y mide unos 60 centímetros de diámetro. El orbe y la cruz (que se encuentra en la parte superior del orbe), son símbolos tradicionales del poder romano y cristiano, y recuerdan a los orbes similares de las iglesias con planta de cúpula central, como Santa María del Fiore y San Pedro de Roma. Pero al estar en un mausoleo privado, la familia Médicis está dejando patente su poder, tal como pone de manifiesto la presencia  del orbe y de la cruz, de la corona de laurel y de las cabezas de león, todos ellos símbolos de estatus y poder.
La linterna que sostiene el orbe ayuda a acentuar la altura y el tamaño de la capilla, que es bastante pequeña. La linterna mide algo menos de siete metros de altura y "...es igual a la altura de la cúpula que corona". La linterna expresa metafóricamente los temas de la muerte y la resurrección; y estaba asociada al lugar por donde el alma podía escapar y pasar de "...la muerte al más allá".

## Cappella dei Principi

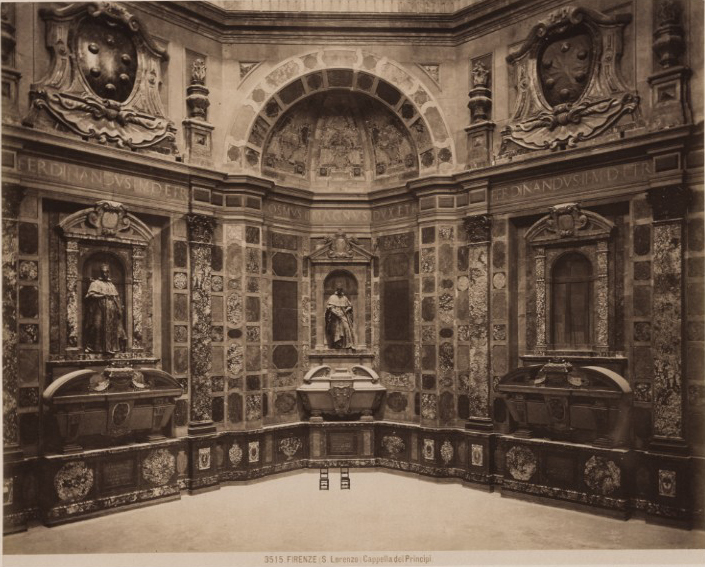
Una fotografía del del interior de la Cappella dei Principi

La Cappella dei Principi de forma octogonal y coronada por una alta cúpula de 59 m de altura, es el rasgo distintivo de San Lorenzo visto desde la distancia. Está en el mismo eje que la nave y el presbiterio, a los que proporciona el equivalente de una capilla absidal. Se accede a ella desde el exterior, en la plaza Madonna degli Aldobrandini, y a través de la cripta de bóveda baja proyectada por Bernardo Buontalenti antes de que se hicieran los planos de la capilla superior.
La opulenta Cappella dei Principi, una idea formulada por Cosme I, fue puesta en práctica por Fernando I de Médici. Fue diseñada por Matteo Nigetti, siguiendo unos bocetos presentados a un concurso informal de 1602 por Don Giovanni de Médici, el hijo natural de Cosme I, Gran Duque de Toscana, que fueron alterados durante su ejecución por el anciano Buontalenti. Una verdadera expresión del arte de la corte, fue el resultado de la colaboración entre diseñadores y mecenas.
Para la ejecución de su asombroso revestimiento de mármoles con incrustaciones de mármoles de colores y piedras semipreciosas, se creó el taller de piedras duras del Gran Ducado, el Opificio delle Pietre Dure. El arte de los commessi, como se llamaba en Florencia, ensamblaba fragmentos de piedras de muestra y pórfido para formar los diseños del revestimiento que cubren por completo las paredes. El resultado fue desaprobado por los visitantes de los siglos XVIII y XIX, pero ha pasado a ser apreciado como ejemplo del gusto de su época. Seis grandes sarcófagos están vacíos; los restos de los Medici están enterrados en la cripta inferior. En dieciséis compartimentos hay escudos de armas de las ciudades toscanas bajo el control de los Médici. En los nichos destinados a albergar retratos de los Médici, dos de ellos (Fernando I y Cosme II) fueron realizados por Pietro Tacca (1626-42).